# 先山駅
先山駅（せんざんえき）は、かつて兵庫県洲本市下内膳に存在した、淡路交通鉄道線の駅（廃駅）である。

## 歴史
- 1922年（大正11年）11月26日：淡路鉄道の開通に伴い開業[1]。
- 1929年（昭和4年）4月17日：クレー工場への貨物側線を新設[2]。
- 1932年（昭和7年）10月1日：ホームを6.26m延長、側線縮小[2]。
- 1933年（昭和8年）9月30日：待合室を改築[2]。
- 1934年（昭和9年）5月7日：便所を新設[2]。
- 1937年（昭和12年）9月30日：駅舎の事務室・宿直室を拡張[2]。
- 1939年（昭和14年）9月30日：小貨物の輸送量増加に伴い、倉庫を新設[2]。
- 1943年（昭和18年）7月：社名改称に伴い淡路交通鉄道線の駅となる。
- 1966年（昭和41年）10月1日：鉄道線の廃線に伴い廃止[3]。

## 駅構造
単式ホーム1面1線の地上駅であり、洲本方から見て右側にホームと駅舎が設置されていた。このほか側線が設けられていたが、列車交換は行われていなかった。
最晩年は乗車券類の販売が近隣の商店に受託されていた。

## 駅周辺
駅名の元となった先山の南東麓に位置していた。
- 兵庫県道474号下内膳物部線
- 兵庫県道469号上内膳塩尾線
- 洲本下加茂郵便局
- 洲本市立加茂小学校

## 駅跡
跡地は兵庫県道469号上内膳塩尾線となっており、駅の存在を示すものは残されていない。

## 隣の駅
淡路交通
鉄道線
下加茂駅 - 先山駅 - 淡路二本松駅